# TwinBee (jeu vidéo)
Pour la série, voir TwinBee.
TwinBee (ツインビー) est un jeu vidéo de type shoot 'em up développé et édité par Konami, sorti en 1985 sur borne d'arcade Konami GX400, Windows, MSX, X68000, NES, Wii, PlayStation 4, Xbox 360, Game Boy Advance, Nintendo DS, Nintendo 3DS, PlayStation Portable et téléphone mobile.

## Accueil
- IGN : 6/10 (3DS)[1]